# Ces messieurs de la Santé
Pour plus de détails, voir Fiche technique et Distribution.
Ces messieurs de la Santé est une comédie satirique française réalisée par Pierre Colombier (Pière Colombier au générique), sortie au cinéma en 1934.

## Synopsis
Un financier astucieux emprisonné pour une prétendue escroquerie s'évade de la prison de la Santé, prend un faux nom et entre comme homme à tout faire dans un magasin de corsets. Faisant bien fructifier les affaires de sa patronne, il se retrouve rapidement à la tête d'un empire économique.

## Fiche technique
- Réalisateur : Pierre Colombier (crédité Pière Colombier au générique)
- Scénario et dialogues : Paul Armont et Léopold Marchand, d'après leur pièce éponyme créée le 25 juillet 1931 au Théâtre de Paris.
- Décors : Jacques Colombier
- Directeur de la photographie : Curt Courant
- Montage : Jean Pouzet
- Musique : Jacques Dallin
- Société de production et de distribution : Pathé-Natan
- Pays :  France
- Format : Noir et blanc – 35 mm
- Genre : Comédie
- Durée : 115 minutes
- Date de sortie : France : 23 mars 1934
- Affiche : Bernard Lancy (France)

## Distribution
- Raimu : Jules Tafard / Gédéon
- Pauline Carton : Madame Colombe Génissier
- Pierre Stephen : Hector Génissier, son fils
- Edwige Feuillère : Fernande Génissier, l'épouse d'Hector
- Lucien Baroux : Amédée Floque
- Yvonne Hébert : Claire
- Monique Rolland : Ninon
- Guy Derlan : Zwerch
- Paul Amiot : le commissaire
- Georges Mauloy : le directeur de la police judiciaire
- Monique Joyce : la vendeuse
- Anna Lefeuvrier : la cliente
- Eugène Stuber (non crédité)